# Arhiducesa Isabella de Austria
Arhiducesa Isabella Maria Theresia Christine Eugenie de Austria-Teschen (17 noiembrie 1887 – 6 decembrie 1973) a fost fiica Arhiducelui Friedrich, Duce de Teschen și a soției acestuia, Prințesa Isabella de Croÿ. Ea a fost membră a Casei de Habsburg-Lorena (bunicul ei, Arhiducele Karl Ferdinand de Austria, a fost nepot al împăratului Leopold al II-lea).
Isabella a fost cunoscută pentru căsătoria ei scurtă cu Prințul Georg de Bavaria. Separarea lor și anularea ulterioară a căsătoriei au fost știri pe scară largă în ziare. Ca urmare a acestui lucru și a acțiunilor ei de mai târziu ca asistentă medicală în armata austriacă, Isabella a devenit considerată ca o figură romantică; o publicație a numit-o "eroina cea mai romantică din actualul război din Austria".

## Familie
Isabella a fost a șaptea fiică a Arhiducelui Friedrich, Duce de Teschen și a soție iacestuia, Prințesa Isabella de Croÿ. Printre surorile ei se includ: Maria Cristina, Prințesă ereditară de Salm-Salm și Maria Anna, Prințesă de Bourbon-Parma.
Bunicii paterni ai Isabellei au fost Arhiducele Karl Ferdinand de Austria și Arhiducesa Elisabeta Franziska de Austria. Bunicii materni au fost Rudolf, Duce de Croÿ și Prințesa Natalie de Ligne.

## Căsătorie

### Nunta
La 10 februarie 1912, Isabella s-a căsăstorit cu vărul ei îndepărtat Prințul Georg de Bavaria. El era fiul cel mare al Prințului Leopold de Bavaria și a soției acestuia, Arhiducesa Gisela de Austria. Nunta a avut loc la Palatul Schönbrunn din Viena, și au participat multe figuri importante, inclusiv împăratul Franz Joseph I al Austriei, care era bunicul matern al Prințului Georg. Înaintea nunții, Isabella a renunțat la toate drepturile de succesiune la tronurile austriac și ungar, act cerut tuturor arhiduceselor care se măritau, indiferent de rangul mirelui. Ea a renunțat în mod solemn în fața întregii curți vieneze.
În seara dinaintea nunții, a izbucnit un incendiu misterios; acesta a fost stins înainte ca fațada clădirii să fie distrusă, însă nu înainte de a fi distrusă rochia ei de mireasa și vastul trusou. Isabella s-a folosit de incendiu ca scuză pentru a amâna nunta, acuzându-se astfel în opinia unora; "mireasa, rebelă și înlăcrimată, a arătat în fiecare gest că-și ura bărbatul".

### Separarea
Cuplul a petrecut luna de miere la Wales, Paris și Alger însă s-au separat înainte să se întoarcă în Bavaria. După întoarcere cuplul și-a stabilit reședința la Munchen, unde Isabella a experimentat viața la curtea bavareză. Au trăit acolo trei zile înainte ca Isabella să părăsească orașul pentru casa ei din Viena unde a locuit cu mama ei și a refuzat să se mai întoarcă. Membrii familiei au încercat o reconciliere însă au eșuat. Tatăl lui Georg a făcut o călătorie specială la Viena pentru a o convinge să se întoarcă. În final, toate eforturile au eșuat.
Cei doi erau foarte diferiți atât la caracter cât și ca dispoziție și s-a spus că Isabella s-a simțit desconsiderată de membrii curții regale bavareze. Motivul oficial pentru separarea lor a fost "incompatibilitatea bazată pe diferențe findamentale de caracter". La 11 octombrie 1912 Lordul Șambelan al Prințului Regent Luitpold a făcut un anunț oficial în legătură cu cuplul prin care se declara opoziția Prințului Regent față de o anulare ca mijloc de separare și consimțământul pentru un divorț.
La 17 ianuarie 1913, căsătoria a fost oficial dizolvată de curtea regală supremă bavareză. În ciuda declarației Lordului Șambelan, căsătoria a fost anulată de Sfântul Scaun pe motivul neconsumării la 5 martie în același an. 

## Ultimii ani
După anulare, Isabella a recuperat toate pretențiile la tronurile de Habsburg și Ungariei la care renunțase anterior. La fel ca arhiducesele anterioare care au fost fie văduve fie s-au separat de soții lor, s-a presupus că Isabella se va alătura unei mănăstiri. E a ales altă cale.
În lunile care au precedat Primul Război Mondial, s-a descoperit că exista o mare lipsă de asistente medicale calificate disponibile pentru serviciu în timp de război. În consecință Crucea Roșie a deschis mai multe scoli din Austro-Ungaria în scopul de a instrui mai multe asistente. În 1913, Isabella a ținut un curs de instruire într-unul dintre cele mai mari spitale din Viena pentru săraci și a planificat să se alăture Crucii Roșii.  A devenit imediat asistentă medicală în armata austriacă sub numele de sora Irmgard (uneori numită Hildegard) și a tratat soldații răniți. Potrivit ziarului Berliner Lokal-Anzeiger, în 1915 Isabella s-a logodit cu chirurgul vienez Paul Albrecht (1873–1928) până când împăratul Franz Joseph I al Austriei a interzis căsătoria.
Isabella a murit în Elveția la La Tour-de-Peilz la 6 decembrie 1973, la vârsta de 86 de ani.